# Hall of Honor

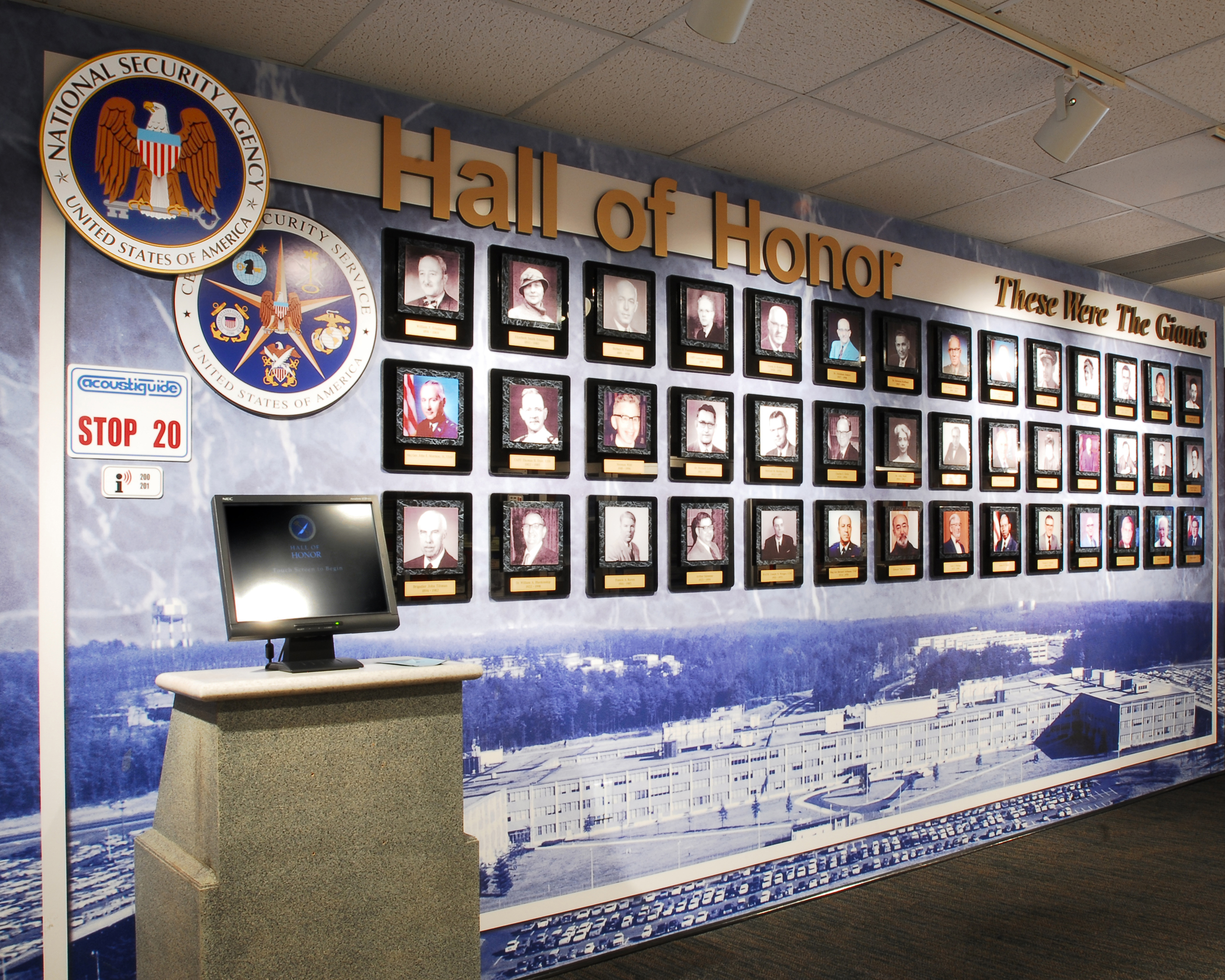
Bildergalerie in der Hall of Honor (Obere Reihe links: William Friedman und seine Frau Elizebeth. Untere Reihe links: John Tiltman)

Die Hall of Honor (deutsch: „Ehrenhalle“), genauer: Cryptologic Hall of Honor („Kryptologische Ehrenhalle“), der National Security Agency (NSA) wurde im Jahr 1999 geschaffen, um bedeutende Persönlichkeiten zu ehren, die sich durch außergewöhnliche Pionierleistungen oder Großtaten um die US-amerikanische Kryptologie verdient gemacht haben.
Die Voraussetzungen für die Aufnahme in diese Ehrenhalle sind bewusst hoch angesetzt worden. So sollen die Geehrten herausragende Beiträge zur Entwicklung der Kryptologie in den Vereinigten Staaten geleistet haben oder über den gesamten Zeitraum ihres beruflichen Lebens durch stetige Innovationen auf dem Gebiet der Kryptologie gewirkt haben. Besonders deutlich wird der hohe Anspruch durch das Motto der Ehrenhalle: These Were The Giants (deutsch: „Dies waren die Giganten“).
In der Anfangszeit der US-amerikanischen Kryptologiegeschichte leisteten viele dieser „Giganten“ herausragend wertvolle Beiträge auf beiden wichtigen Teilgebieten der Kryptologie, nämlich sowohl der Kryptographie, also der Sicherheit der eigenen geheimen Kommunikation gegen unbefugte Entzifferung, als auch auf dem Gebiet der Kryptanalyse, also der Informationsgewinnung aus verschlüsselten fremden Nachrichten. Dies wird auch als defensive und offensive Kryptologie bezeichnet. Die ersten „Giganten“, die ihren Platz in der Hall of Honor erhielten, leisteten Beiträge sowohl zur defensiven als auch zur offensiven Kryptologie.
Seit 1999 werden in jedem Jahr einige Persönlichkeiten der amerikanischen Kryptologiegeschichte in die Hall of Honor aufgenommen. Dabei handelt es sich zumeist um US-amerikanische Kryptologinnen oder Kryptologen. Zu den ersten gehörten William Friedman und seine Ehefrau Elizebeth Friedman sowie Frank Rowlett, Abraham Sinkov, Solomon Kullback und Agnes Meyer Driscoll. Der erste Nicht-US-Amerikaner war der britische Brigadegeneral John Tiltman im Jahr 2004. 